# 六門世界RPG
『六門世界RPG』（ろくもんせかいアールピージー）は、日本のファンタジーTRPG。グループSNEの製作（監修・安田均、メインデザイナー・加藤ヒロノリ）。2003年夏に富士見書房が第1版ルールブックを発売し、それ以降は富士見書房と新紀元社より製品が発売された。2007年7月には、大幅にルールを変更した第2版が「六門世界RPGセカンドエディション」として新紀元社より発行された。本作はモンスター・コレクションシリーズの一環をなす。

## 概要
TCGの『モンスター・コレクション』（モンコレ）と同じ背景設定の「六門世界」を舞台とするTRPGである。『モンコレ』は小説やコンピュータゲームを含めたメディアミックス展開が行われており、本作もその一環を構成する。ただし、ゲームとしては完全に独立しており、プレイに際して他の製品が必要となるわけではない。
元々はガープスでモンコレの世界を再現するサプリメント「ガープス・六門世界」として企画・製作が進められていたが、最終的には別の独立したTRPGとなった（ルール面でガープスを元にした名残がいくつか認められる）。
サプリメントやリプレイも何冊か出版されており、TRPG専門誌Role&Rollなどでサポートされている。なお、リプレイ第1巻『召喚ムスメと地下迷宮』はルールブック発売より数ヵ月早く先行して発売されており、未完成のルールを使っていた（製品で削除されたルールを使ったプレイ、ルールの見直しを行うさまが描写されている）。

## 特色
モンコレTCGはプレイヤーがモンスターを召喚して戦わせるという設定で、その背景設定である異世界「六門世界」にはそのようなことを行える「召喚魔法」が存在するとされている。この召喚魔法を行使する者を「サモナー」と呼ぶ。
六門世界を舞台とする本作はこれを反映し、PCをサモナーにすることができる。TCGのようにモンスターの軍勢を駆使できるわけではないが、初期のPCで1～2匹、成長したPCで最大5匹（第2版の基本ルールによる。第1版では最大14匹が可能だった）のうちから数匹を呼び出して操れるようになる。このような「召喚モンスター」によって、サモナーPCのプレイヤーは事実上複数の（しかもモンスターの特殊能力を備えた）PCを持っていることになるのである。
一方、戦闘ルールはTCGを意識したとされるもので、戦場を敵・味方それぞれの前衛・後列で4つに分けたマップ上にて行われる（第1版では、これをさらに横のマスに分割していた）。戦闘の状況を再現するというよりは対戦ゲームとして上手く機能するように作られており、PCの能力や魔法、モンスターの特殊能力などもこの戦闘ルールに沿うものとなっている。

## ルール面の特徴
PCの種別はクラスによって表現されるが、複数のクラスを持つことが可能である。クラスはそれぞれレベル（当初は1レベル）を持ち、このレベルに従って「特殊能力」が使えるようになる。
主要なクラスとしては、「ウォリアー」「ナイト」「デュエリスト」「シーフ」「ウィザード」「サモナー」などがある。
能力値は筋力・敏捷力・知力・生命力の4つ（それぞれST・DX・IQ・HTとも表記される）で、この他に「技能」を習得している。近接戦の攻撃・射撃・防御・魔法の行使などの戦闘に関連する行為、錠前破りや細工物や難解な文書の解読などの専門的な技術、さらには力仕事や雑多な知識を思い出すなどといった誰でも行えるような事柄まで、全ての行為が「技能」によってカバーされる。実のところ、六門世界RPGのルールでは、何らかの行為の正否は能力値だけで判断されない。なお、全ての技能は能力値のどれか1つと関連付けられている。
行為判定はサイコロ（6面ダイス）3つによって行う。GMがその行為に当てはまる技能を決めて、プレイヤーはサイコロを振る。結果の判定方法は第1版と第2版とで異なっている（詳細は後述）が、いずれにせよサイコロの目が小さいほど良い結果であったことになる。同じ目であれば、該当する技能のレベルが高いほど、技能に対応する能力値が大きいほど、良い結果となる。そして、結果はS・A・B・C・D・Eの6段階評価で表現される。ただし、サイコロが3つとも1か2であれば「クリティカル」、3つとも5か6であれば「ファンブル」となり、通常の判定方法は無視される。クリティカルは常にS評価、ファンブルは常にE評価（かつ必ず行為失敗）である。

### 第1版
PCのクラスは「メインクラス」と「サブクラス」の2つとなっている（同じ種別のクラスを選んでも良いが、メインとサブの区別はされる）。これらのクラスはそれぞれレベル（当初は1レベル）を持っているので、PCは2つのレベルを持つことになる。メインクラスは8レベルまで、サブクラスは6レベルまで成長できる。また、成長はメインクラスを優先させなければならない。なお、メインクラス・サブクラス共にPC作成時点で決定されるもので変更はできないし、3つ目のクラスを獲得することはできない。
クラスは、基本ルールで10種（ウォリアー/ナイト/デュエリスト/モンク/シーフ/アーチャー/トレジャーハンター/ホーリーオーダー/ウィザード/サモナー）。サプリメントで7種が追加された（ネクロマンサー/バトルダンサー/バード/ヒーラー/エレメンタラー/ビーストマスター/ウォーロック）。
技能レベルは1から始まり、最大8レベルである（基本ルールでは6レベルまで）。
行為判定の評価は、表を参照して行う。対応する能力値からダイスの目を引いた差の数値と、対応する技能のレベル（技能無しから8レベルまでの9段階）とで、交差する欄を見る。ここに書かれた英字（S、AからEまで）がこの判定の評価となる。なお、こういった表の参照は面倒な作業になりがちなので、良く行われる判定についてはキャラクタシート上に評価と対応するダイス目を予め書き込んでおくようになっている。

### 第2版
PCは作成時に合計2レベルのクラス（1つのクラスで2レベルか、2つのクラスで各1レベル）を持つが、「メイン」「サブ」などの区別はない。PCは総合的な成長度合いを表す「キャラクターレベル」1つを持ち、これが上昇する度にクラスを1つ選んで1レベル上昇させるのだが、その際に今まで持っていなかったクラスを選んで1レベル獲得しても構わない。したがって、成長したPCは3種類以上のクラスを持つことができる。なお、特定のクラスだけのレベル合計を「クラスレベル」と称し、キャラクターレベルと区別する。ちなみに、所持する全クラスのクラスレベルを合計すればキャラクターレベル+1に等しくなる。キャラクターレベルは10を上限とする。
クラスは、基本ルールで11種（ウォリアー/ナイト/デュエリスト/モンク/シーフ/アーチャー/トレジャーハンター/ウィザード/ホーリーオーダー/ネクロマンサー/サモナー）。サプリメントでさらに6種（エレメンタラー/マリオネイター/バトルダンサー/ヒーラー/バード/キャプテン）が追加され、合計17種となった（2008年7月現在）。
技能レベルは1から始まり、最大5レベルである。
行為判定の評価は、「成功数」を出すことで行う。成功数は、合計のダイス目と対応能力値の大小、およびダイス1つずつの目と技能レベルの大小によって決定される。合計の目が対応能力値より大きければ0、等しいなら1、下回っていれば2となる。また、目が技能レベルと等しいか小さいサイコロ1つにつき、成功数が+1される。結果として成功数は0から5となる。そして、この成功数が0ならE評価であり、成功数が1増えるごとに1段階高い評価となる（成功数5ならS評価、3ならB評価など）。

## 製品一覧

### 第1版
第1版の製品は富士見書房から発行されているものと新紀元社から発行されているものとがあるため、出版社を併記した。なお、発売日は各出版社の公式サイトによる。

#### ルールブック
- 六門世界RPG（富士見書房、2003年9月25日）ISBN 978-4-8291-7552-1

#### サプリメント
- 迷宮都市メルラルズ（新紀元社、2004年3月16日） ISBN 978-4-7753-0272-9
- 海賊都市クロスボーン（新紀元社、2005年11月11日）ISBN 978-4-7753-0440-2
- 六門世界ワールドガイド（富士見書房、2005年6月24日） ISBN 978-4-8291-7594-1
- 六門世界RPGプレイヤーズガイド キャラクター・コレクション（新紀元社、2006年5月31日） ISBN 978-4-7753-0475-4
- 六門世界RPGサモナーズガイド モンスター・コレクション（新紀元社、2006年8月23日） ISBN 978-4-7753-0488-4

#### リプレイ

##### 富士見書房
富士見ドラゴンブックより刊行
- 六門世界RPGリプレイ 召喚ムスメと地下迷宮
  1. （2003年6月20日） ISBN 978-4-8291-4386-5
  2. （2003年12月20日） ISBN 978-4-8291-4391-9
- 新六門世界RPGリプレイ
  1. 呪われ剣士と夢の島（2004年8月20日） ISBN 978-4-8291-4397-1
  2. 守られ騎士と死者の鍵（2004年12月18日） ISBN 978-4-8291-4451-0
  3. やりすぎ射手と燃える森（2005年8月20日） ISBN 978-4-8291-4458-9
- 六門世界RPGリプレイW
  1. 迷宮に巨人誕生を見た!?（2006年2月18日） ISBN 978-4-8291-4468-8
  2. 幻の島に大海獣を追う!（2006年7月20日） ISBN 978-4-8291-4477-0

##### 新紀元社
Role&Roll Booksより刊行
- 六門世界RPGリプレイ スカーレット・ラプソディ
  1. （2007年5月14日） ISBN 978-4-7753-0553-9
  2. （2007年6月18日） ISBN 978-4-7753-0554-6

### 第2版
第2版の製品は全て新紀元社より発行されている。なお、発売日は新紀元社の公式サイトによる。

#### ルールブック
- 六門世界RPGセカンドエディション（2007年7月30日） ISBN 978-4-7753-0570-6

#### サプリメント
- サザンの闘技場（2007年10月1日） ISBN 978-4-7753-0585-0
- 空中庭園エリュシオン (2008年2月28日)  ISBN 978-4-7753-0606-2
- ジオテランの世界樹 (2008年5月30日)  ISBN 978-4-7753-0626-0

#### リプレイ
- 六門セカンド リプレイ スカーレット・オーバード
  1. (2008年2月6日)　ISBN 978-4-7753-0601-7
  2. (2008年6月27日)　ISBN 978-4-7753-0633-8
- 六門セカンド リプレイ スカーレット・シンフォニー
  1. (2009年2月23日)　ISBN 978-4-7753-0687-1